# Acronicta formosensis
Acronicta formosensis là một loài bướm đêm trong họ Noctuidae.